# Хобица (Горж)
Хобица (рум. Hobița) насеље је у Румунији у округу Горж у општини Пештишани. Oпштина се налази на надморској висини од 221 m.

## Становништво
Према подацима из 2002. године у насељу је живело 325 становника, од којих су сви румунске националности.